# Jules Cohen
Jules Emile David Cohen (* 2. November 1830 in Marseille; † 13. Januar 1901 in Paris) war ein französischer Komponist und Organist.
Cohen studierte am Conservatoire de Paris, wo er Orgelschüler von François Benoist war. Er erhielt dort erste Preise in den Fächern Solfège (1847), Klavier (1850), Orgel (1852) und Kontrapunkt (1854).
Ab 1853 war er Organist an der Kirche Saint-Merry. Er unterrichtete im Pensionat des Conservatoires und übernahm 1855 eine Klasse für Vokalensemble. Ab 1877 war er Chorleiter der Pariser Oper.
Neben Romanzen, Liedern und Werken für den gottesdienstlichen Gebrauch komponierte Cohen eine große Anzahl von Stücken für das Harmonium und vier Opern, die an der Opéra-Comique bzw. am Théâtre-Lyrique uraufgeführt wurden.

## Opern
- Maître Claude (Libretto: Jules-Henri Vernoy de Saint Georges, Adolphe de Leuven), komische Oper in einem Akt, 1861
- Les Bleuets (Libretto: Eugène Cormon, Henri Trianon), Oper in vier Akten, 1865–67
- José-Maria (Libretto: Eugène Cormon, Henri Meilhac), komische Oper in drei Akten, 1866
- Déa (Libretto: Eugène Cormon, Michel Carré), komische Oper in zwei Akten, 1870